# Ernst Burggaller
Ernst Günther Burggaller, nemški dirkač, * 12. marec 1896, Tillendorf, Prusija (danes Wschowa, Poljska), † 2. februar 1940, Immenstadt im Allgäu.
Ernst Burggaller se je rodil 12. marca 1896 v Tillendorfu. Leta 1922 se je začel ukvarjati z dirkanjem z motocikli, v treh letih in pol je osvojil štiriindvajset dirkaških zmag. Med prvo svetovno vojno je bil vojaški pilot. V sezoni 1928 je začel dirkati tudi na avtomobilističnih dirkah, najprej z dirkalnikom Bugatti T37. Med sezonama 1930 in 1932 je bil član nemškega moštva Bugattija, ob njem sta v moštvu dirkala še Heinrich-Jürgen von Morgen in Hermann zu Leiningen. V sezoni 1932 je zmagal na dirki za Veliko nagrado Masaryka v razredu Voiturette. Istega leta se je na dirki za Veliko nagrado Nemčije poškodoval, utrpel je zlom gležnja. 
Nato je kupil Bugattija T35B, ki mu je vgradil motor iz Bugattija T51. V sezoni 1933 je v razredu Voiturette dosegel drugo mesto na dirki Avusrennen, ki ga je ponovil tudi na dirki v sezoni 1934, ko je dosegel še tretje mesto na dirki Eifelrennen in drugo mesto na dirki za Veliko nagrado Masaryka. Tistega leta je zavrnil ponudbo moštva Auto Union, ker ni bil prepričan v svoje dirkaške sposobnosti. Leta 1938 se je pridružil Luftwaffe, 2. februarja 1940 je umrl v letalski nesreči, ko je njegov Messerschmitt Bf 109 med vadbenim poletom treščil na tla.